# Katharine McCormick
Katharine McCormick, född 1875, död 1967, var en amerikansk filantrop och feminist, engagerad i kampen för rösträtt och preventivmedel. Hon var gift med miljonären Stanley Robert McCormick, som 1909 blev dement och placerades under hennes förmynderskap; hon ärvde en förmögenhet som änka och finansierade mycket av den forskning som utarbetade den första versionen av p-piller.